# Понево
Понево — деревня в Велижском районе Смоленской области России. Входит в состав Заозерского сельского поселения. Население — 7 жителей (2014).
Расположена в северо-западной части области в 25 км к востоку от Велижа, в 25 км северо-восточнее автодороги Р133 Смоленск — Невель, на берегу реки Дроговица. В 101 км южнее деревни расположена железнодорожная станция Куприно на линии Смоленск — Витебск.

## История
В годы Великой Отечественной войны деревня была оккупирована гитлеровскими войсками в июле 1941 года, освобождена в сентябре 1943 года.